# Klub hokejových střelců deníku Sport
Klub hokejových střelců deníku Sport je klub československých a českých hokejistů, kteří vstřelili v československé hokejové lize, české extralize, československé reprezentaci a české reprezentaci celkem alespoň 250 branek. Tento klub založil deník Sport (tehdy jako Československý sport) roku 1981 ve spolupráci s VSLH ÚV ČSTV. V době založení měl klub 18 členů.
V současnosti má klub 73 členů. Posledním členem se stal útočník Martin Zaťovič, jež tohoto jubilea dosáhl v dresu Brněnské Komety 1.3.2024 na ledě Liberce. Nejblíže k dosaženi 250 branek je Roman Červenka, který má na kontě 228 branek. Druhý je  Michal Řepík, který má na kontě 212 branek.

## Členové klubu
- Stav po sezoně 2024/2025, tučně aktivní hráči.

| Poř. | Hráč               | Liga | Mezis. | Celkem | Kluby                                                                          |
| ---- | ------------------ | ---- | ------ | ------ | ------------------------------------------------------------------------------ |
| 1.   | Milan Nový         | 474  | 120    | 594    | Kladno, Jihlava                                                                |
| 2.   | Vladimír Růžička   | 431  | 112    | 543    | Litvínov, Trenčín, Slavia Praha                                                |
| 3.   | Václav Nedomanský  | 369  | 163    | 532    | Bratislava                                                                     |
| 4.   | Vladimír Martinec  | 343  | 155    | 498    | Pardubice, Jihlava                                                             |
| 5.   | Ivan Hlinka        | 347  | 132    | 479    | Litvínov, Trenčín                                                              |
| 6.   | Josef Černý        | 403  | 75     | 478    | Brno, Plzeň                                                                    |
| 7.   | Viktor Ujčík       | 410  | 57     | 467    | Jihlava, Slavia Praha, Třinec, Sparta Praha, Plzeň, Vítkovice                  |
| 8.   | Vladimír Zábrodský | 306  | 158    | 464    | LTC Praha, Sparta Praha                                                        |
| 9.   | Vincent Lukáč      | 393  | 70     | 463    | Košice, Jihlava                                                                |
| 10.  | Vlastimil Bubník   | 300  | 121    | 421    | Brno, Královo Pole                                                             |
| 11.  | Jiří Holík         | 283  | 132    | 415    | Jihlava                                                                        |
| 12.  | Jan Klapáč         | 354  | 56     | 410    | Jihlava                                                                        |
| 13.  | Martin Procházka   | 346  | 60     | 406    | Kladno, Jihlava, Vsetín, Vítkovice                                             |
| 14.  | Viktor Hübl        | 402  | 4      | 406    | Chomutov, Slavia Praha, České Budějovice, Litvínov                             |
| 15.  | Petr Sýkora        | 389  | 8      | 397    | Pardubice                                                                      |
| 16.  | Jiří Lála          | 297  | 89     | 386    | České Budějovice, Jihlava                                                      |
| 17.  | Petr Ton           | 384  | 1      | 385    | Kladno, Sparta Praha                                                           |
| 18.  | Jiří Dopita        | 340  | 44     | 384    | Olomouc, Vsetín, Pardubice, Znojmo, Brno                                       |
| 19.  | Jaroslav Jiřík     | 300  | 83     | 383    | Kladno, Brno                                                                   |
| 20.  | Jozef Golonka      | 298  | 82     | 380    | Bratislava, Jihlava                                                            |
| 21.  | Richard Král       | 367  | 1      | 368    | Pardubice, Třinec, Plzeň, Boleslav                                             |
| 22.  | Martin Růžička     | 359  | 9      | 368    | Sparta Praha, Znojmo, Třinec                                                   |
| 23.  | Ladislav Lubina    | 337  | 25     | 362    | Pardubice, Jihlava, Třinec                                                     |
| 24.  | Eduard Novák       | 306  | 48     | 354    | Kladno, Košice, Zlín                                                           |
| 25.  | Jaroslav Pouzar    | 276  | 73     | 349    | České Budějovice                                                               |
| 26.  | Ondřej Kratěna     | 340  | 3      | 343    | Olomouc, Vsetín, Sparta Praha, Plzeň                                           |
| 27.  | Pavel Patera       | 294  | 48     | 342    | Kladno, Vsetín, Olomouc                                                        |
| 28.  | Jiří Burger        | 334  | 7      | 341    | Kladno, Vsetín, Vítkovice                                                      |
| 29.  | Jaroslav Balaštík  | 324  | 15     | 339    | Zlín, Boleslav, Liberec                                                        |
| 30.  | Jiří Novák         | 255  | 76     | 331    | Pardubice, Jihlava                                                             |
| 31.  | Bohuslav Šťastný   | 256  | 73     | 329    | Pardubice                                                                      |
| 32.  | Tomáš Vlasák       | 302  | 26     | 328    | Litvínov, Slavia Praha, Plzeň                                                  |
| 33.  | Milan Gulaš        | 317  | 8      | 325    | České Budějovice, Kladno, Plzeň                                                |
| 34.  | Jaroslav Holík     | 267  | 57     | 324    | Jihlava                                                                        |
| 35.  | Jaroslav Bednář    | 307  | 15     | 322    | Slavia Praha, Plzeň, Sparta Praha, Hradec Králové                              |
| 36.  | Jan Havel          | 282  | 34     | 316    | Sparta Praha, Jihlava                                                          |
| 37.  | Josef Vimmer       | 316  | 0      | 316    | Kladno, Jihlava                                                                |
| 38.  | David Hruška       | 303  | 0      | 303    | Vsetín, Opava, Litvínov, Havířov, Slavia Praha, Karlovy Vary, Chomutov         |
| 39.  | Jaroslav Kudrna    | 298  | 5      | 303    | Hradec Králové, Pardubice, Plzeň, Třinec, Liberec                              |
| 40.  | Ján Starší         | 267  | 29     | 296    | Bratislava, Sparta Praha                                                       |
| 41.  | Petr Rosol         | 234  | 62     | 296    | Litvínov, Jihlava                                                              |
| 42.  | Igor Liba          | 229  | 65     | 294    | Košice, Jihlava                                                                |
| 43.  | Jiří Zelenka       | 281  | 11     | 292    | Sparta Praha, Plzeň                                                            |
| 44.  | Petr Kumstát       | 285  | 7      | 292    | Znojmo, Brno, Karlovy Vary, Sparta Praha                                       |
| 45.  | Bohuslav Ebermann  | 211  | 80     | 291    | Plzeň, Jihlava                                                                 |
| 46.  | Marián Šťastný     | 236  | 54     | 290    | Bratislava, Jihlava                                                            |
| 47.  | Josef Beránek      | 263  | 26     | 289    | Litvínov, Vsetín, Slavia Praha                                                 |
| 48.  | Robert Reichel     | 241  | 45     | 286    | Litvínov                                                                       |
| 49.  | Jan Peterek        | 284  | 1      | 285    | Vítkovice, Havířov, Třinec                                                     |
| 50.  | Petr Leška         | 281  | 4      | 285    | Plzeň, Sparta Praha, Zlín                                                      |
| 51.  | Pavel Janků        | 282  | 2      | 284    | Brno, Zlín, Karlovy Vary, Třinec, Jihlava, Ústí nad Labem                      |
| 52.  | Richard Žemlička   | 254  | 28     | 282    | Sparta Praha, Litvínov                                                         |
| 53.  | Robert Kysela      | 273  | 7      | 280    | Litvínov, Kladno                                                               |
| 54.  | Jaroslav Hlinka    | 249  | 29     | 278    | Plzeň, Sparta Praha                                                            |
| 55.  | Radek Bělohlav     | 256  | 21     | 277    | České Budějovice, Vsetín, Sparta Praha, Kladno                                 |
| 56.  | František Černík   | 232  | 42     | 274    | Vítkovice, Jihlava                                                             |
| 57.  | Oldřich Válek      | 249  | 25     | 274    | Jihlava                                                                        |
| 58.  | Lukáš Pech         | 271  | 2      | 273    | Karlovy Vary, Sparta Praha, České Budějovice                                   |
| 59.  | Stanislav Prýl     | 223  | 49     | 272    | Pardubice, Jihlava                                                             |
| 60.  | Václav Pantůček    | 219  | 48     | 267    | Brno, Sparta Praha                                                             |
| 61.  | Václav Pletka      | 259  | 5      | 264    | Mladá Boleslav, Třinec, Liberec, České Budějovice, Plzeň                       |
| 62.  | David Výborný      | 220  | 43     | 263    | Sparta Praha, Boleslav                                                         |
| 63.  | Jiří Dolana        | 228  | 33     | 261    | Hradec Králové, Pardubice, Jihlava                                             |
| 64.  | Rostislav Vlach    | 250  | 11     | 261    | Zlín, Vsetín                                                                   |
| 65.  | Jiří Šejba         | 227  | 33     | 260    | Pardubice, Jihlava                                                             |
| 66.  | Radek Ťoupal       | 248  | 12     | 260    | České Budějovice, Trenčín                                                      |
| 67.  | Bronislav Danda    | 212  | 45     | 257    | Brno, Pardubice                                                                |
| 68.  | František Lukeš    | 253  | 3      | 256    | Litvínov                                                                       |
| 69.  | Dušan Pašek        | 187  | 69     | 256    | Bratislava, Jihlava                                                            |
| 70.  | Tomáš Jelínek      | 223  | 32     | 255    | Sparta Praha, Trenčín, České Budějovice, Slavia Praha, Plzeň, Opava, Vítkovice |
| 71.  | Dárius Rusnák      | 186  | 68     | 254    | Bratislava                                                                     |
| 72.  | Michal Sup         | 246  | 6      | 252    | Sparta Praha, Slavia Praha, Boleslav                                           |
| 73.  | Martin Zaťovič     | 233  | 18     | 251    | Karlovy Vary, Kometa Brno                                                      |